# Дженкс, Уильям
Уи́льям Дженкс (англ. William Platt Jencks; 15 августа 1927, Бар-Харбор, штат Мэн — 3 января 2007) — американский биохимик. Известен благодаря своим работам в области ферментативного катализа.
Доктор медицины (1951), член Национальной академии наук США (1971) и Американского философского общества (1995), иностранный член Лондонского королевского общества (1992).

## Биография
Степень доктора медицины получил в Гарвардском университете в 1951 году. Затем проходил специализацию в госпитале Питера Бента Брайхама в Бостоне. Следующий год он проводил исследования в области биохимии и химии в Общественном госпитале Массачусетса вместе с Фрицем Липманом. Липман посчитал, что участие в войне в Корее будет потерей времени для Уильяма, и помог ему стать сотрудником факультета фармакологии Высшей медицинской военной школы в Национальном военном медицинском центре Уолтера Рида в Вашингтоне. Через два года он вернулся в лабораторию Фрица Липмана, далее проводил постдокторские исследования в Гарвардском университете с Робертом Вудвордом в середине 1950-х годов. В 1957 году начал работать ассистентом профессора в Университете Брэндайса, получил звание доцента, а затем профессора биохимии и ушёл на пенсию в 1996 году в звании почётного профессора биохимии.
Дженкс был удостоен нескольких почётных наград от химического и биохимического общества.
В число наград входят премия Элли Лилли в биологической химии (1962), Лекции 3M (1980), премия Реплайгена в химии биологических процессов (1996), премия Джеймса Флэка Норриса в физической органической химии (1995).
По словам современников, Уильям Дженкс обладал выдающимся педагогическим талантом. Его курс по механизмам ферментативного катализа стал базовым в учебном плане для многих студентов и аспирантов. Он написал справочник, как правильно изучать литературу и вести журнал, который распространился не только в его научной группе, но и среди студентов Университета Брэндайса.
Он много путешествовал. Дженкс был увлечён литературой и пьесами XIX века. Вечеринки в его доме не обходились без чтения вслух пьес Р. Шеридана и У. Шекспира. У Уильяма Дженкса и его жены Мириам двое детей — Сара и Дэвид. Дэвид помогал отцу в научной работе.

## Научный вклад
Исследовательской работой Дженкс начал заниматься с изучения пигментов из панциря лобстера — летом после первого года обучения в Гарвардской медицинской школе. Эту работу он выполнял под руководством друга семьи Джорджа Вальда в Лаборатории морской биологии в Вудс Холе. Навык анализировать данные и докапываться до сути, который он получил в этой работе, связанной с эффектами взаимодействий лиганд-белок на уровне молекулярной структуры, пригодились ему в дальнейшей карьере.
Дженкс решил заниматься медициной, так как она является, по его мнению, «очень широкой областью, в которой сложно получить точные ответы на фундаментальные вопросы».
В Гарварде он попал под влияние Франка Вестмайера, который первым применил теорию физической органической химии для объяснения механизмов ферментативных реакций.
В 1957 году Уильям Дженкс познакомился с Нэйтом Капланом и Мартином Каменом, которые основали факультет биохимии в Университете Брандэйса. Вскоре он стал работать на факультете. В течение 39 лет работы на этом факультете Дженкс исследовал механизмы реакций, которые не идут без ферментативного катализа. Статьи У. Дженкса продолжают читать и цитировать; некоторые статьи с самыми высокими индексами цитирования были опубликованы более 30 лет назад.
Необъятность проблемы ферментативного катализа, которая встала перед исследователем в 1957 году невозможно сейчас оценить. Было известно, что ферменты являются белками, но точный их химический состав только начали исследовать, ни одну трёхмерную структуру ещё не разрешили. Не были известны механизмы даже самых простых химических реакций, и у исследователей не было идей, как ферменты могут их катализировать. Приборы оставались примитивными и труднодоступными, методики анализов только начали разрабатывать. В области ферментативного катализа работали немногие учёные, в числе которых Дженкс, Вестхаймер, Брюис и Бендер.
Первая книга Уильяма Дженкса «Катализ в химии и энзимологии» была опубликована в самом начале его карьеры в 1969 году и переиздана в 1987 году. А в 1969 году он написал следующую работу: «Проблема ферментативного катализа может быть исследована тремя способами: теоретическим, изучением свойств ферментов и изучением природы химических реакций и механизмов их катализа».
В 1972 году он сформулировал правило сродства, определяющее условия, которым должны удовлетворять определённые основания Брёнстеда в общем основном катализе реакции присоединения карбонильной группы и некоторых других реакций. С помощью этого правила исследователи смогли быстро оценивать pH буфера для реакции, используя знания о нескольких рКа; также оно позволяет определить кислые или основные аминокислоты составляют активный центр фермента.
Дженкс установил простую взаимосвязь между временем жизни интермедиата и механизмом общего основного катализа реакции присоединения карбонильной группы.
Уильям Дженкс работал до конца своей карьеры над экспериментальным подтверждением этой связи между временем жизни интермедиата и механизмом реакции.
Его идея о том, как происходит смена механизма со ступенчатого на синхронный, послужила основной для рекомендации IUPAC по символьному представлению механизмов реакций.
В 1975 году Уильям Дженкс опубликовал обзорную статью «Достижения в энзимологии и смежных областях молекулярной биологии», которая суммировала его мысли по механизмам действия ферментов как катализаторов.
В дальнейшей работе Дженкс попытался ответить на вопрос: «Как гидролиз АТФ вызывает сокращение мышц и других систем, в которых происходит движение?». Его работа по этой проблеме привела к разработке простой и общей модели, обосновывающей корреляцию между гидролизом АТФ и движением ионов Са2+ через интактные везикулы саркоплазматического ретикулума.
Модель основана на изменениях в селективности катализатора в Са2+, вызванных гидролизом АТФ, связанного с ферментом. Гидролиз, в свою очередь, вызван движением Са2+ через саркоплазматический ретикулум. Эта общая модель, описывающая любой ферментативный процесс, в котором гидролиз АТФ сопряжен со вторичным движением, среди которых транспорт Са2+ через мембрану — один из многих примеров.

## Основные труды
- Дженкс У. П. Катализ в химии и энзимологии. Пер. с англ. Под ред. чл.-корр. АН СССР И. В. Березина. М., Мир, 1972. 467 с.
- Jencks W. P. Requirements for general acid-base catalysis of complex reactions. J. Am. Chem. Soc. 94:4731-4732. 1972
- Jencks W. P. Catalysis in chemistry and enzymology. McGraw-Hill series in advanced chemistry. New York: McGraw-Hill, 1969.
- W. P. Jencks, D. A. Jencks. The characterization of transition states by structure-reactivity coefficients. J. Am. Chem. Soc. 99:7948-7960.
- W. P. Jencks, R. D. Guthrie. IUPAC recommendations for the representation of reaction mechanisms. Accounts Chem. Res. 22:343-349. 1990
- W. P. Jencks, Coupling of hydrolysis of ATP and the transport of calcium by the calcium ATPase of sarcoplasmic reticulum. Biochem. Soc. Trans. 20(3):555-559. 1992